# Magyaregregy
Magyaregregy là một thị trấn thuộc hạt Baranya, Hungary. Thị trấn này có diện tích 26,81 km², dân số năm 2010 là 742 người, mật độ 28 người/km².